# Apollo (nome)
Apollo  è un nome proprio di persona italiano maschile.

## Origine e diffusione

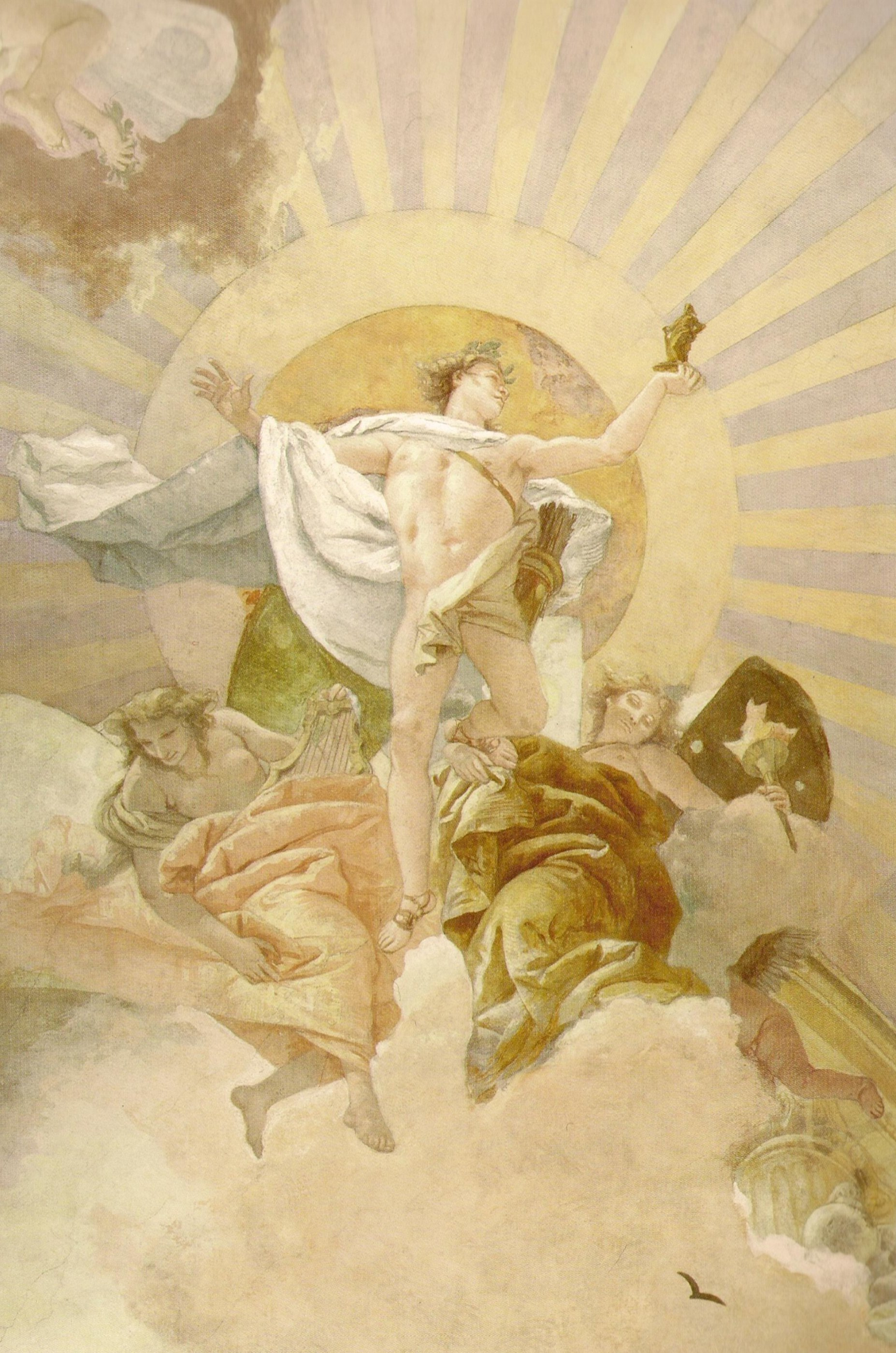
Affresco raffigurante Apollo nella Residenza di Würzburg, di Giambattista Tiepolo

Nome di tradizione classica, nella mitologia greca Apollo era il dio della medicina, dell'arte, della musica, della bellezza e della saggezza e più tardi anche del sole e della luce, figlio di Zeus e Latona. I nomi Apollonio, Apollinare e Apollodoro sono tutti teoforici riferiti a questa divinità.
Riguardo all'etimologia, si tratta di una forma latinizzata del nome greco antico Ἀπόλλων (Apollon). Il significato è incerto; le origini del dio Apollo potrebbero essere ricercate in Aplu, dio ittita della malattia e della guarigione, e in Apaliunas o Appaliunas, divinità luvica (il cui nome, secondo alcune fonti, significa forse "padre luce" o "padre leone"). I nomi di entrambe queste divinità, e quindi quello di Apollo stesso, possono plausibilmente essere ricondotti all'accadico Aplu Enlil, "figlio di Enlil", un titolo di Nergal, a sua volta collegato a Šamaš, dio babilonese del sole.
Oltre a questa derivazione ne sono state proposte varie altre; ad esempio, potrebbe essere tratto dall'arcaico verbo greco ἀπέλλω (apello, "affrontare", "scacciare"), dunque "colui che scaccia [il male, persone o cose indesiderate, ecc.]; oppure potrebbe essere basato sulla radice protoindoeuropea apelo, che significa "forza". Platone ipotizzò derivazioni da svariati termini greci, quali apolusis ("redimere"), apolousis ("purificazione"), aploun ("semplice") e aei ballòn ("che lancia di continuo [frecce]), tutte piuttosto improbabili, e già in epoca greca il nome venne associato, per etimologia popolare, al verbo απολλυμι (apollymi), "distruggere", da cui viene talvolta ricavato il significato di "distruttore", "sterminatore".
Anche nel Nuovo Testamento è presente un Apollo, un evangelizzatore cristiano citato più volte negli Atti degli Apostoli; il suo nome greco originale però non è Ἀπόλλων (Apollon) bensì Ἀπολλώς (Apollos), che è un ipocoristico di Apollonio.

## Onomastico
L'onomastico può essere festeggiato in memoria di svariati santi, alle date seguenti:
- 25 gennaio, sant'Apollo di Eliopoli, eremita nella Tebaide e quindi abate ad Ermopoli[7]
- 21 aprile, sant'Apollo di Nicomedia, attendente dell'imperatrice Alessandra, martire sotto Diocleziano[7]
- 4 maggio, sant'Apollo di Novellara, martire sotto Diocleziano[7]
- 22 ottobre, sant'Apollo di Bawit, eremita e abate ad Ermopoli[7][8]

## Persone
- Apollo, evangelizzatore cristiano
- Apollo, mistico egiziano
- Apollo Crews, wrestler statunitense
- Apollo Granforte, baritono italiano
- Apollo Faye, cestista francese
- Apollo Milton Obote, politico ugandese
- Apollo Papathanasio, cantante greco

## Il nome nella cultura di massa
- Apollo è un personaggio della serie manga e anime I Cavalieri dello zodiaco.
- Apollo è un personaggio della serie a fumetti Authority.
- Apollo Creed è un personaggio della serie di film Rocky.
- Apollo Genesis è un personaggio della serie Zatch Bell!.
- Apollo Justice è un personaggio della serie di videogiochi Ace Attorney.
- Apollo è un personaggio della serie di videogiochi e anime Power Stone.